# Discografia di Jay Sean
Questa è la discografia di Jay Sean, cantautore britannico R&B. Consiste in quattro album in studio, una raccolta, un extended play, tredici singoli e venticinque video musicali.

## Album

### Album in studio
| Me Against Myself                                           | - Data di pubblicazione: 8 novembre 2004 - Etichetta: 2Point9, Relentless, Virgin - Formatii: CD, Download digitale                      | 29 | —  | — | —  | —   | —  | - UK: Argento - IND: 5× platino |
| My Own Way                                                  | - Data di pubblicazione: 12 maggio 2008 - Etichetta: Jayded, 2Point9 - Formatii: CD, Download digitale                                   | 6  | —  | — | —  | —   | —  | - UK: Platino                   |
| All or Nothing                                              | - Data di pubblicazione: 23 novembre 2009 - Etichetta: Jayded, 2Point9, Cash Money, Universal Republic - Formatii: CD, Download digitale | 62 | 11 | 2 | 67 | 168 | 37 |                                 |
| Worth It All                                                | - Data di pubblicazione: 2012 - Etichetta: Cash Money, Universal Republic - Formatii: CD, Download digitale                              | —  | —  | — | —  | —   | —  |                                 |
| "—" indica che la pubblicazione non è entrata in classifica | |    |    |   |    |     |    |                                 |

### Extended play
| Titolo                           | Dettagli                                                                                         |
| -------------------------------- | ------------------------------------------------------------------------------------------------ |
| iTunes Live: London Festival '08 | - Data di pubblicazione: 4 agosto 2008 - Etichetta: Jayded, 2Point9 - Formati: Download digitale |

### Raccolte
| Titolo         | Dettagli |
| -------------- | --- |
| Hit the Lights | - Data di pubblicazione: 18 gennaio 2012 - Etichetta: Universal (Japan) International - Formati: Download digitale - Note: Solo per il Giappone |

### Mixtape
| Titolo       | Dettagli                                 |
| ------------ | ---------------------------------------- |
| The Mistress | - Data di pubblicazione:6 settembre 2011 |

## Singoli

### Come artista principale
| Singolo                                         | Anno | Posizione massima | Posizione massima | Posizione massima | Posizione massima | Posizione massima | Posizione massima | Posizione massima | Posizione massima | Posizione massima | Posizione massima | Certificazioni                                                 | Album                       |
| Singolo                                         | Anno | UK                | UK R&B            | AUS               | CAN               | FRA               | IRE               | NLD               | NZ                | NOR               | US                | Certificazioni                                                 | Album                       |
| ----------------------------------------------- | ---- | ----------------- | ----------------- | ----------------- | ----------------- | ----------------- | ----------------- | ----------------- | ----------------- | ----------------- | ----------------- | -------------------------------------------------------------- | --------------------------- |
| Eyes on You                                     | 2004 | 6                 | —                 | —                 | —                 | —                 | —                 | 32                | —                 | —                 | —                 |                                                                | Me Against Myself           |
| Stolen                                          | 2004 | 4                 | —                 | —                 | —                 | —                 | —                 | —                 | —                 | —                 | —                 |                                                                | Me Against Myself           |
| Ride It                                         | 2008 | 11                | —                 | —                 | —                 | —                 | —                 | —                 | —                 | —                 | —                 |                                                                | My Own Way                  |
| Maybe                                           | 2008 | 19                | —                 | —                 | —                 | —                 | —                 | —                 | —                 | —                 | —                 |                                                                | My Own Way                  |
| Stay                                            | 2008 | 59                | —                 | —                 | —                 | —                 | —                 | —                 | —                 | —                 | —                 |                                                                | My Own Way                  |
| Tonight                                         | 2009 | 23                | —                 | —                 | —                 | —                 | —                 | —                 | —                 | —                 | —                 |                                                                | My Own Way                  |
| Down (featuring Lil Wayne)                      | 2009 | 3                 | 1                 | 2                 | 3                 | 17                | 10                | 17                | 2                 | 5                 | 1                 | - AUS: 2× platino - NZ: platino - US: 4× platino - UK: Argento | All or Nothing              |
| Do You Remember (featuring Sean Paul & Lil Jon) | 2009 | 13                | —                 | 7                 | 11                | 13                | 23                | —                 | 11                | —                 | 10                | - AUS: platino - NZ: Oro - US: platino                         | All or Nothing              |
| 2012 (It Ain't the End) (featuring Nicki Minaj) | 2010 | 9                 | —                 | 40                | 23                | —                 | 44                | —                 | 9                 | —                 | 31                | - NZ: Gold - US: Gold                                          | Hit the Lights              |
| Hit the Lights (featuring Lil Wayne)            | 2011 | 67                | 22                | 18                | 68                | —                 | —                 | —                 | 24                | —                 | 18                |                                                                | Hit the Lights              |
| Like This Like That (featuring Birdman)         | 2011 | —                 | —                 | —                 | —                 | —                 | —                 | —                 | —                 | —                 | —                 |                                                                | Hit the Lights              |
| Where Do We Go                                  | 2011 | —                 | —                 | —                 | —                 | —                 | —                 | —                 | —                 | —                 | —                 |                                                                | The Mistress/Hit the Lights |
| I'm All Yours (featuring Pitbull)               | 2012 | —                 | —                 | —                 | —                 | —                 | —                 | —                 | —                 | —                 | —                 |                                                                | Worth It All                |

### Come featuring
| Single                                                                               | Anno | Posizione massima | Posizione massima | Posizione massima | Posizione massima | Posizione massima | Posizione massima | Posizione massima | Posizione massima | Album               |
| Single                                                                               | Anno | UK                | AUS               | CAN               | NL                | NZ                | US                | US Pop            | US Rap            | Album               |
| ------------------------------------------------------------------------------------ | ---- | ----------------- | ----------------- | ----------------- | ----------------- | ----------------- | ----------------- | ----------------- | ----------------- | ------------------- |
| Dance with You (Nachna Tere Naal) (Rishi Rich featuring Jay Sean & Juggy D)          | 2003 | 12                | —                 | —                 | 2                 | —                 | —                 | —                 | —                 | Rishi Rich Project  |
| Push It Up (Aaja Kuriye) (Juggy D featuring Jay Sean & Rishi Rich)                   | 2006 | —                 | —                 | —                 | —                 | —                 | —                 | —                 | —                 | Non-album single    |
| Written on Her (Birdman featuring Jay Sean)                                          | 2009 | —                 | —                 | —                 | —                 | —                 | —                 | —                 | 17                | Pricele$$           |
| Lush (Skepta featuring Jay Sean)                                                     | 2009 | —                 | —                 | —                 | —                 | —                 | —                 | —                 | —                 | Microphone Champion |
| I Made It (Cash Money Heroes) (Kevin Rudolf featuring Birdman, Jay Sean & Lil Wayne) | 2010 | 37                | 4                 | 44                | 3                 | —                 | 21                | 17                | —                 | To the Sky          |
| What Happened to Us (Jessica Mauboy featuring Jay Sean)                              | 2011 | —                 | 14                | —                 | —                 | —                 | —                 | —                 | —                 | Get 'em Girls       |
| Every Little Part of Me (Alesha Dixon featuring Jay Sean)                            | 2011 | 78                | —                 | —                 | —                 | —                 | —                 | —                 | —                 | The Entertainer     |
| Yalla Asia (Jay Sean with Karl Wolf & Radhika Vekaria)                               | 2011 | —                 | —                 | —                 | —                 | —                 | —                 | —                 | —                 | Non-album single    |
| Bebe Bonita (Chino y Nacho featuring Jay Sean)                                       | 2012 | —                 | —                 | —                 | —                 | —                 | —                 | —                 | —                 | Supremo             |

## Altre apparizioni
| Anno | Canzone                                            | Album                  |
| ---- | -------------------------------------------------- | ---------------------- |
| 2004 | Meri Jaan (Juggy D featuring Jay Sean)             | Juggy D                |
| 2010 | Your Love (Remix) (Nicki Minaj featuring Jay Sean) | Your Love              |
| 2010 | That Ain't Me (Lil Wayne featuring Jay Sean)       | I Am Not a Human Being |